# Лі Браун Коє
Лі Браун Коє (англ. Lee Brown Coye; 24 липня 1907 — 5 вересня 1981) — американський художник.
Коє, ймовірно, найбільше запам'ятався своїми чорно-білими ілюстраціями для пульп-журналів і фантастики жахів, але він створив різноманітні роботи в інших медіа.

## Життєпис
Койє народився в Сіракузах, штат Нью-Йорк, і в юності жив у сусідньому Таллі. Все своє життя він провів у центральному районі Нью-Йорка.
Він і його дружина Рут багато років жили в Сіракузах, де Коє займався уроками мистецтва для дорослих; працював під керівництвом Управління прогресу робіт, щоб намалювати фреску в середній школі Казеновії в 1934 році (після знищення); реклама WSYR Broadcasting System у північній частині штату Нью-Йорк, створюючи різноманітні роботи на замовлення.
Подружжя Коє оселилися в Гемілтоні, штат Нью-Йорк, у 1959 році, коли Лі пішов працювати в Sculptura, невелику компанію, яка відтворювала античні скульптури. Переїзд до Гамільтона дозволив Койє реалізувати свої амбіції повернутися до маленького містечка та підтримувати власну художню студію.
Як художник Коє був майже повністю самоучкою, і все його життя було присвячене роботі, пов'язаній з мистецтвом. У юності він відвідував один семестр вечірні уроки мистецтва, але його мистецькі знання та здібності прийшли завдяки багаторічній праці та ретельному вивченню природи. Його глибоке знання частин тіла розвинулося завдяки вивченню анатомії та роботі медичним ілюстратором. Він проводив час, відвідуючи операції та розтини, таким чином стаючи надзвичайно знайомим із людським тілом зібраним чи ні.

## Повторювані мотиви
Однією з повторюваних рис у роботах Коє є мотив дерев'яних паличок, часто у вигляді решіток. На це надихнуло знахідку 1938 року в покинутому фермерському будинку.
Коє повернувся до Норт-Пітчера, штат Нью-Йорк, де він провів більшу частину свого дитинства. Блукаючи глибоко в лісі, Коє виявив покинутий фермерський будинок. Дошки та шматки дерева, які були встановлені перпендикулярно один до одного, оточували майданчик. Ні всередині, ні зовні Койе не міг знайти пояснення наявності цих схрещених шматків. У наступні роки Койе продовжував цікавитися значенням свого відкриття.
Коли Коє повернувся на це місце в 1963 році, ні від будівлі, ні від палиць не залишилося нічого (територія постраждала від сильної повені), і він так і не дізнався, навіщо там стояли палиці або хто це розташував їх таким чином. Через дивність усього досвіду ці форми ніколи не залишали Койє, і вони з'являються на багатьох його картинах та ілюстраціях.
Цей інцидент також надихнув друга Коє Карла Едварда Вагнера написати відзначену нагородою історію «Палички». Чотиристорінкове портфоліо робіт Койє супроводжує друк оповідання Вагнера в Gahan Wilson, ed. First World Fantasy Awards. Нью-Йорк: Doubleday, 1977, (між сторінками 168 і 169).
Раннім мотивом Коє на картинах та ілюстраціях був півмісяць. Пізніше характерним мотивом став кит. Коє створив дерев'яні скульптури, срібні підвіски та шпильки, гравюри, малюнки та велику картину кита. Одним із дуже гарних прикладів є колекція Бібліотеки коледжу штату Моррісвілл 3-фути-long (0,91 м) соснова скульптура «Мобі Дік», створена в 1965.

## Ілюстратор жахів

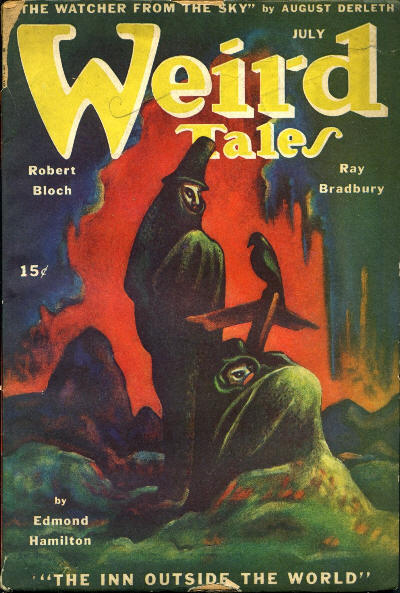
Обкладинка Коє для Weird Tales

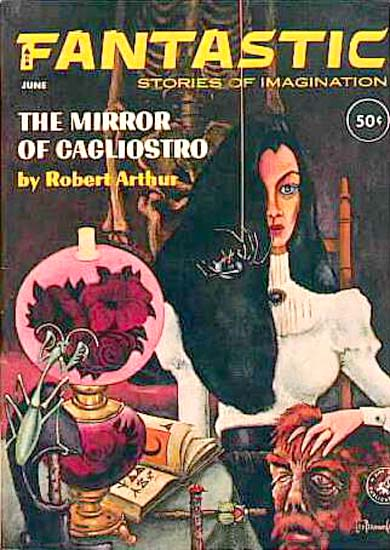
Коє створив обкладинку для «Дзеркала Каліостро» Роберта Артура у журналі Fantastic у червні 1963 року.

Слава Коє як ілюстратора макабаричності стала результатом його малюнків для трьох антологій жахів, редагованих Августом Дерлетом на початку 1940-х років, «Більше не спи» (1944), «Хто стукає» (1946) і «Нічна сторона» (1947). Згодом це призвело до додаткової роботи для популярного пульп-журналу Weird Tales. Робота Коє вперше з'явилася в березневому випуску Weird Tales за березень 1945 року, ілюструючи історію Гелен Кассон «Будь ласка, йдіть і дайте мені поспати». Ця історія дала Койє можливість показати мертві тіла в різних станах розкладання. З 1945 року до 1952 року його обкладинки та інтер'єрні роботи під час тривалої та плідної співпраці з журналом відображали образи жахів і надприродного. У рецензії на «Кривавий детектив»: творчість останньої і найтемнішої години Лі Бравна Койє говориться, що його зусилля для Weird Tales підготували «одні з найкращих обкладинок журналу, а також деякі з найбільш пам'ятних ілюстрацій, які коли-небудь з'являлися в пресі». У 1960-х роках роботи Коє з'являлися в таких журналах, як Fantastic and Amazing.
Коє проілюстрував, а також колекцію HP Lovecraft, Три казки жаху (Arkham House, 1967), і дві розкішні збірки пульп-оповідань, відредагованих Карлом Едвардом Вагнером і опублікованих його імпринтом Carcosa: Попереду ще гірше Менлі Вейда Велмана (1975) та Мургунструмм та інші (1978) Г'ю Б. Кейва. У 1975 і 1978 роках Койє отримав премію World Fantasy Award як найкращий художник. Коє був у розпалі ілюстрування тома Кейва «Смерть переслідує ніч», який мав стати п'ятим томом, опублікованим видавництвом Carcosa у Північній Кароліні, коли він переніс важкий інсульт і зрештою помер. Редактор тома, Карл Едвард Вагнер, відмовився від планів публікації через Carcosa, однак том зрештою був виданий Fedogan & Bremer з ілюстраціями, які Койє завершив.

## Інші аспекти життєдіяльності
Хоча Коє найбільше відомий своїми ілюстраціями у стилі фентезі та жахів, протягом понад п'ятдесяти років його творчість охоплювала набагато ширший діапазон. Він був художником акварелі, олії та яєчної темпери, мозаїком, скульптором, фотографом, майстром срібних справ, вмілим будівельником макетів і діорам. Від щурів, жуків і спотворених тіл до китів, міфічних фігур і пейзажів, сюжети Койє такі ж різноманітні, як і медіа, в яких він працював. Усі його роботи були виконані з високою майстерністю та демонструють оригінальність, яка випливає з його славетної уяви та почуття гумору. Коє створював картини, скульптури та ювелірні вироби, які такі ж гарні, як і моторошні його ілюстрації. Зображення обкладинки Night Side Койє виставлено в Музеї Вітні та Метрополітен-музеї. Його роботи представлені в численних колекціях, включаючи Метрополітен-музей у Нью-Йорку, Музей Еверсона в Сіракузах, Історичноге товариство округу Онондага, Художня галерея Пікера в Університеті Колгейт, Бібліотека коледжу штату Моррісвілл, SUNY Oswego, Університет Сіракуз, та приватні колекції.
У 2015 році вийшла друком книга «Де Еббі?» та інші оповідання. До книги увійшли деякі оповідання з колонки Коє «Чіпси та стружка», яку друкувала газета Mid-York Weekly між 1964 і 1970 роками. Одне з цих оповідань (засноване на реальних подіях) також з'являється (як «З трісок і стружки») у Gahan Wilson, ed. First World Fantasy Awards. NY: Doubleday, 1977, стор. 277–78.
Книга Кримінальний детектив: творчість останньої і найтемнішої епохи Лі Брауна Коє була опублікована у 2015 році. Стаття з інтерв'ю редакторів книжки описує ілюстрації Койє як «химерні та мультяшні» на перший погляд, але «моторошні», якщо придивитися уважніше.
Фреска з кількох панелей, що зображує регіональну історію, виставлена у вестибюлі поштового відділення Гемілтона, штат Нью-Йорк.